# Ulugurella longimana
Genre
Espèce
Ulugurella longimana, unique représentant du genre Ulugurella, est une espèce d'araignées aranéomorphes de la famille des Linyphiidae.

## Distribution
Cette espèce est endémique de Tanzanie.

## Étymologie
Ce genre est nommé en référence aux monts Uluguru.

## Publication originale
- Jocqué & Scharff, 1986 : Spiders (Araneae) of the family Linyphiidae from the Tanzanian mountain areas Usambara, Uluguru and Rungwe. Annalen Zoologische Wetenschappen, vol. 248, p. 1-61.